# Limnephilus iranus
Limnephilus iranus är en nattsländeart som först beskrevs av Martynov 1928.  Limnephilus iranus ingår i släktet Limnephilus och familjen husmasknattsländor. Inga underarter finns listade i Catalogue of Life.